# Abd Allah ben Yaâla al-Zanati
Abd Allah ben Yaâla al-Zanati, plus connu sous le nom de Ibn Malwiya, est un cheikh almohade d'origine zénète de Taza. Membre du Conseil des Dix, il est nommé commandant des contingents de la tribu des Ganfisa par Ibn Toumert.
Après la proclamation d'Abd al-Mumin, Ibn Malwiya finit par faire défection et rallier les Almoravides à Marrakech. Il rencontre le sultan Ali ben Youssef qui lui fournit un corps de troupe. Ainsi en 1133, Ibn Malwiya tente de rallier les Ganfisa mais ces derniers restent fidèles aux Almohades. Le cheikh Abou Saïd Yakhlef Atiggi, secondés par les Ganfisa, l'attaquent et le tuent, mettant fin à la toute première rébellion contre le mouvement almohade.
Selon l'ouvrage historique d'Al-Baydaq, la dépouille d'Ibn Malwiya est apportée à Tinmel, puis mise en croix. Abd al-Mumin félicite les Ganfisa pour leur conduite. 

#### Francophone
- Document inédit d'histoire almohade : Al Baydaq  (trad. Évariste Lévi-Provençal) (lire en ligne)